# جزیره مار (دریای سیاه)
جزیره مار (رومانیایی: Insula Șerpilor) (اوکراینی: ، اُستریو ازمیینی О́стрів Змії́ний) از جزیره‌های دریای سیاه است که روبه‌روی دلتای دانوب واقع شده‌است. این جزیره بر روی خط مرزی آبی رومانی و اوکراین قرار گرفته و بین سال‌های ۲۰۰۴ و ۲۰۰۹ این دو کشور بر سر جزیره مار مناقشه ارضی داشتند. امروزه اوکراین مدیریت این جزیره را برعهده دارد و جزیره مار جزئی از استان اودسا اوکراین به‌شمار می‌آید.
فاصله جزیره مار تا ساحل دلتای دانوب ۳۵ کیلومتر است و مساحت این جزیره ۶۶۲ متر در ۴۴۰ متر یعنی ۰٬۱۷ کیلومتر مربع است. نزدیک‌ترین شهر رومانی به این جزیره سولینا و نزدیک‌ترین شهر اوکراین به ان ویلکووه است که ۴۵ کیلومتر تا جزیره مار فاصله دارد. جزیره مار مسکونی است و حدود ۱۰۰ نفر جمعیت و یک فانوس ۱۵۰ ساله دارد. بیشتر ساکنان آن کارکنان فنی دولتی هستند که با خانواده‌های خود در این جزیره سکونت گرفته‌اند.

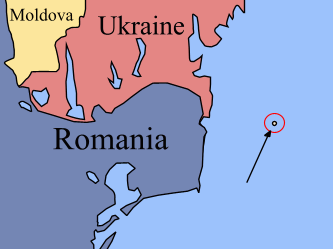